# Eliza Hittman

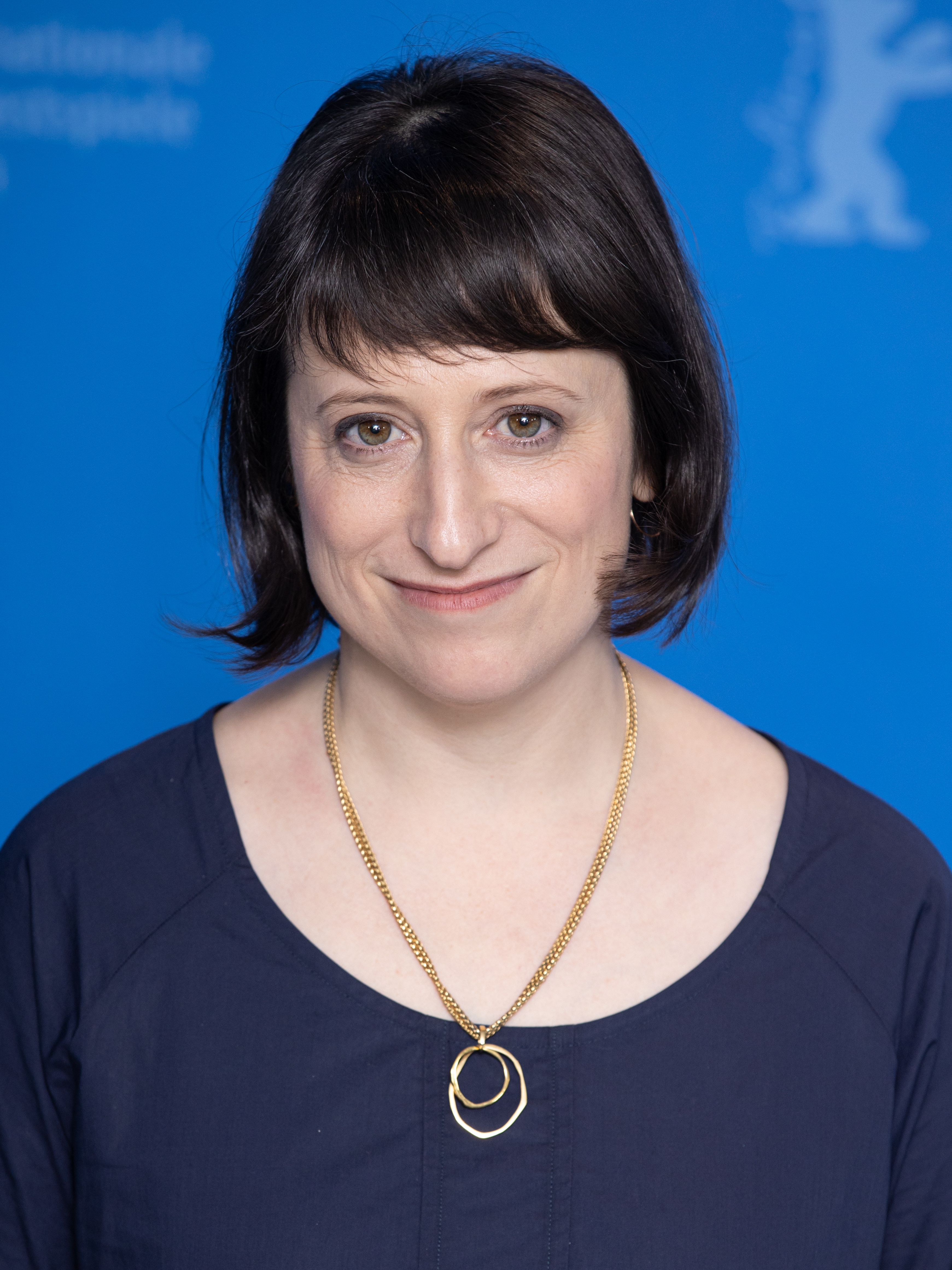
Eliza Hittman bei der Vorstellung des Films Niemals Selten Manchmal Immer im Jahr 2020

Eliza Hittman (* 1979 in New York City) ist eine US-amerikanische Filmregisseurin, Drehbuchautorin und Filmproduzentin.

## Leben
Die in New York geborene Eliza Hittman studierte Filmregie am California Institute of the Arts. Ihr Spielfilmdebüt als Produzentin und Regisseurin gab sie 2013 mit dem Filmdrama It Felt Like Love für das sie auch das Drehbuch schrieb. Im Januar 2017 stellte Hittman beim Sundance Film Festival ihren Film Beach Rats vor. In der Jurybegründung für die Auszeichnung mit dem NDR-Nachwuchspreis, die der Film im Rahmen des Filmfests Hamburg erhalten hatte, heißt es: „Mit beeindruckender Souveränität lässt uns die Regisseurin zusammen mit ihrer Hauptfigur durch den Sommer in Brooklyn auf einen Abgrund zu driften. Die Geschichte fesselt von der ersten Sekunde an. Beach Rats versteckt sich nicht hinter ästhetischen Spielereien oder erzählerischen Skurrilitäten, sondern bezieht emotional Haltung und ist dabei so zärtlich, sinnlich, direkt, pulsierend und verletzlich, dass wir bewegt das Kino verlassen und uns bewusst sind, was Filmemachen bedeutet: Liebe zum Zuschauer.“
2020 erhielt Hittman für den Spielfilm Niemals Selten Manchmal Immer (Originaltitel: Never Rarely Sometimes Always) Einladungen in die Wettbewerbe der 70. Internationalen Filmfestspiele Berlin sowie des 36. Sundance Film Festivals. In Berlin wurde ihr Film mit dem Großen Preis der Jury ausgezeichnet, beim Sundance mit dem U.S. Dramatic Special Jury Award. Aus dem IndieWire Critics Poll 2020 ging Hittman für ihre Regiearbeit als Drittplatzierte hervor.
Hittman wurde in die Jury des GWFF Preises Bester Erstlingsfilm 2024 bei den Internationalen Filmfestspielen Berlin 2024 berufen.

## Filmografie (Auswahl)
- 2011: Forever’s Gonna Start Tonight (Kurzfilm)
- 2013: It Felt Like Love
- 2017: Beach Rats
- 2020: Niemals Selten Manchmal Immer (Never Rarely Sometimes Always)

## Auszeichnungen (Auswahl)
Critics’ Choice Movie Award
- 2021: Nominierung für das Beste Originaldrehbuch (Niemals Selten Manchmal Immer)

Internationale Filmfestspiele Berlin
- 2020: Auszeichnung mit dem Silbernen Bären – Großer Preis der Jury (Niemals Selten Manchmal Immer)

Filmfest Hamburg
- 2017: Auszeichnung mit dem NDR-Nachwuchspreis[5]

Independent Spirit Award
- 2021: Nominierung für die Beste Regie (Niemals Selten Manchmal Immer)[6]

New York Film Critics Circle Award
- 2020: Auszeichnung für das Beste Drehbuch (Niemals Selten Manchmal Immer)[7]

Sundance Film Festival
- 2017: Auszeichnung mit dem Directing Award – U.S. Dramatic (Beach Rats)
- 2017: Nominierung für den großen Preis der Jury (Beach Rats)[8]
- 2020: Auszeichnung mit dem U.S. Dramatic Special Jury Award – Neo-Realism (Niemals Selten Manchmal Immer)
- 2020: Nominierung im U.S. Dramatic Competition (Niemals Selten Manchmal Immer)